# Лі Селбі
Лі Селбі (англ. Lee Selby; нар. 14 лютого 1987) — валлійський професійний боксер. Чемпіон IBF в напівлегкій вазі (2015 - 2018). Чемпіон Європи за версією EBU (2014 - 2015). 

## Професіональна кар'єра

### Початок  спортивної кар'єри
Селбі почав свою професіональну кар'єру 12 липня 2008 з перемоги над Сідом Разак в розважальному центрі Ньюпорта в Уельсі. Він здобув чотири перемоги, перш ніж вперше у своїй кар'єрі зазнав поразки. Селбі виграв наступні три бої. В бою з Дайвом Девісом на Welsh Арені 30 жовтня 2010 року завоював регіональний титул BBBofC Welsh, перемога в 2 раунді нокаутом. 30 липня 2011 він зустрівся з шотландцем Джеймсом Анкліфом в напівлегкій вазі, переміг в 6 раунді і здобув BBBofC Celtic.

### Чемпіонат Британії
17 вересня 2011 Лі Селбі (10-1) завоював титули чемпіона Великої Британії (BBBofC) та Співдружності, перемігши нокаутом діючого чемпіона Стівена Сміта (12-0). Незважаючи на те, що Лі Селбі був аутсайдером, він зі старту поєдинку зайняв центр рингу, і в 8-му раунді потряс чемпіона лівим боковим. Сміт не зміг відновитися.
У грудні 2011 року Селбі захистив титули в бою з Джоном Сімпсоном (22-8).
У 2013 році Лі захистив титули в поєдинках з Мартіном Ліндсеєм (20-1) і Коррі Маккдоннеллом (11-0-1).

### WBC International
vs. Сіміон.
13 липня 2013 Лі Селбі зробив ще один крок на шляху до отримання титулу чемпіона світу. Він зійшовся з непереможним румунським боксером Віорелом Сіміоном і виграв титул WBC International в напівлегкій вазі одноголосним рішенням (UD). На думку деяких видних боксерів, нова британська зірка пройшла жорсткий тест своєї кар'єри в дуже близькому поєдинку.
У жовтні цього ж року Лі завдав першої поразки співвітчизнику Раяну Волшу (16-0-1), який захищав титули British та Commonwealth.
У лютому 2014 року Селбі нокаутував британця Рендала Мунро (27-3-1) і завоював вакантний титул чемпіона Європи в напівлегкій вазі за версією EBU.

### IBF в напівлегкій вазі
vs. Градович.
30 травня 2015 року Градович проводив захист титулу IBF в бою проти Лі Селбі. У 8-му раунді рефері, порадившись з лікарем, зупинив поєдинок через розсічення і гематому на обличчі у Градовича. Був оголошений підрахунок суддівських записок. Всі судді віддали перемогу британцеві — 80-72 і двічі 79-73. Перша поразка Градовича.
vs. Монтіель.
14 жовтня 2016 року Селбі захистив титул в бою проти мексиканця Фернандо Монтіеля в Аризоні. Селбі присвятив свою перемогу другу дитинства Даррену Брею, який незадовго до того помер при спробі з'їсти гамбургер на одному диханні.
В квітні 2016 року захистив титул IBF в бою проти Еріка Хантера (UD).
vs. Воррінгтон
19 травня 2018  року у Лідсі Лі Селбі втратив звання чемпіона. Його супротивник непереможний британець Джош Воррінгтон (26-0) мав перевагу протягом усього поєдинку, але перемогу здобув розділеним рішенням суддів — 116-112, 115-113 і 113-115.
23 лютого 2019 року в бою проти Омара Дугласа Селбі здобув вакантний титул інтерконтинентального чемпіона IBF у легкій вазі.
26 жовтня 2019 року відбувся бій Лі Селбі - Рікі Бернс. Для Селбі це був другий поєдинок у легкій вазі. Він здобув перемогу у близькому бою над колишнім чемпіоном у першій напівсередній вазі рішенням більшості суддів.
31 жовтня 2020 року зустрівся в бою за звання обов'язкового претендента на титул чемпіона світу IBF в легкій вазі з австралійцем Джорджом Камбососом і зазнав поразки розділеним рішенням.

## Особисте життя
Лі Селбі - брат британського боксера Ендрю Селбі, який виступав на літніх Олімпійських іграх 2012 року в найлегшій ваговій категорії. Лі відвідував Спеціалізовану школу Баррі з 1998 по 2003 роки.